# プリンセスサマナー
『プリンセスサマナー』は、九品そういんによる日本の漫画作品。『コミックギア』（芳文社）Vol.001（創刊号）からVol.002（最終号）まで掲載された。

## 概要
九品1作目の連載作品。転校してきた女の子がカードバトルをするストーリーをテーマにしており、父親の形見であるカードゲームを使って対戦するという物語である。
掲載誌の休刊により物語が完結しないまま連載終了となり、単行本も発売されていない。掲載誌の公式サイトでは本作を含めた連載作品の続きが読めるかどうかは作者のホームページ等をチェックしてほしいという旨を記載していたが、作者の九品は現在まで本作の連載については触れていない。

## 登場人物
姫札 舞結（ひめふだ まゆ）
主人公。高校1年生。日曜日に転校してきた女の子で、父親が好きだったカードゲームの形見のカードを持ち歩く。カードゲームをきっかけに友達ができる。
友達（現時点では名前不明）
高校1年生。舞結の父親がやっていたものと同じカードゲームをやっている女の子。プレイヤーがいないためか1人でカードゲームをしているところに校内見学にやってきた舞結と対戦後、友達となる。

## カード
喧嘩屋おりん（けんかやおりん）
攻撃力300。サラシを巻き、着物をはだけて刀を持っている女性姿。
神樹の守護者（しんじゅのしゅごしゃ）
攻撃力1300。鎧を身にまとい、両手で剣を持っている女性姿。
遊剣客おはな（ゆうけんきゃくおはな）
攻撃力3000。着物と腰鎧を着けて刀を持っている女性姿。
亡国の大将軍（ぼうこくのだいしょうぐん）
攻撃力6000。全身に鎧を身にまとい、刀を持っている女性姿。強力だが召喚と引き換えにライフが2000減る。
守護天使の加護（しゅごてんしのかご）
防御側の攻撃力を3000上げる魔法カード。